# The Best Damn Tour
The Best Damn Tour je druga svjetska turneja kanadske kantautorice Avril Lavigne. Turneja je održana u svrhu promocije njenog trećeg studijskog albuma The Best Damn Thing. Trajala je od 5. ožujaka 2008. do 6. listopada 2008. godine. Tijekom turneje je posjetila je Sjevernu Ameriku, Europu i Aziju. Producent turneje je Jamie King, poznatom po produciranju Madonnine turneje . S turnejom je zaradila približno 55 milijuna dolara. 

## Pozadina
Lavinge je 6. studenog 2007. godine izjavila da se sprema za novu turneju. Turneja je bila jako različita od njenih prethodnih turneja, Lavigne je izjavila:
Svi instrumenti na kojim je Lavigne svirala su bili ružičaste boje, za što je izjavila je:
- DVD s nastupom uživo, The Best Damn Tour – Live in Toronto, objavljen je u rujnu 2008. godine.
- Ulaznice za koncert u Ontariu su rasprodane za 15 minuta.[5]

Otkazani nastupi
- 30. travnja: San Diego, CA - Cox Arena
- 2. svibnja: Phoenix, AZ - Cricket Wireless Pavilion
- 3. svibnja: Anaheim, CA - The Theatre at Honda Center
- 4. svibnja: Los Angeles, CA - Gibson Amphitheater
- 6. svibnja: Santa Barbara, CA - Santa Barbara Bowl
- 7. svibnja: San Jose, CA - HP Pavilion at San Jose
- 9. svibnja: Spokane, WA - Spokane Arena
- 10. svibnja: Seattle, WA - Everett Events Center
- 15. lipnja: Barcelona, Spain - Palau Municipal d'Esports de Badalona

## Predgrupe
- Boys Like Girls
- Jonas Brothers
- The Black List Club
- The Midway State
- Demi Lovato
- illScarlett
- Duke Squad

## Popis pjesama
1. "Intro"
2. "Girlfriend"
3. "I Can Do Better"
4. "Complicated"
5. "My Happy Ending"
6. "I'm With You"
7. "I Always Get What I Want"
8. "When You're Gone"
9. "Innocence"
10. "Don't Tell Me"
11. "Hot"
12. "Losing Grip"
13. "Bad Reputation" (Joan Jett cover)
14. "Everything Back But You"
15. "Runaway"
16. "Hey Mickey" (Toni Basil obrada)
17. "The Best Damn Thing"
18. "I Don't Have to Try"
19. "He Wasn't"
20. "Girlfriend (Dr. Luke Remix)"
21. "Sk8er Boi"

- "Keep Holding On" (samo na nekim nastupima)
- "In Too Deep" (samo na nekim nastupima)

## Datumi koncerata
| Sjeverna amerika                                         |                   |                        |                                          |
| 5. ožujaka, 2008.                                        | Victoria          | Kanada                 | Save-On-Foods Memorial Centre            |
| 7. ožujaka, 2008.                                        | Vancouver         | Kanada                 | GM Place                                 |
| 8. ožujaka, 2008.                                        | Kamloops          | Kanada                 | Interior Savings Centre                  |
| 9. ožujaka, 2008.                                        | Kelowna           | Kanada                 | Prospera Place                           |
| 11. ožujaka, 2008.                                       | Prince George     | Kanada                 | CN Centre                                |
| 12. ožujaka, 2008.                                       | Edmonton          | Kanada                 | Rexall Place                             |
| 13. ožujaka, 2008.                                       | Calgary           | Kanada                 | Pengrowth Saddledome                     |
| 15. ožujaka, 2008.                                       | Regina            | Kanada                 | Brandt Centre                            |
| 16. ožujaka, 2008.                                       | Saskatoon         | Kanada                 | Credit Union Centre                      |
| 18. ožujaka, 2008.                                       | Winnipeg          | Kanada                 | MTS Centre                               |
| 20. ožujaka, 2008.                                       | Minneapolis       | SAD                    | Target Center                            |
| 21. ožujaka, 2008.                                       | Chicago           | SAD                    | Allstate Arena                           |
| 22. ožujaka, 2008.                                       | Detroit           | SAD                    | The Palace Of Auburn Hills               |
| 25. ožujaka, 2008.                                       | Pittsburgh        | SAD                    | A.J. Palumbo Center                      |
| 26. ožujaka, 2008.                                       | Cleveland         | SAD                    | Wolstein Center                          |
| 28. ožujaka, 2008.                                       | Atlantic City     | SAD                    | Borgata                                  |
| 29. ožujaka, 2008.                                       | Buffalo, New York | SAD                    | HSBC Arena                               |
| 30. ožujaka, 2008.                                       | East Rutherford   | SAD                    | Izod Center                              |
| 1. travnja, 2008.                                        | Boston            | SAD                    | Agganis Arena                            |
| 2. travnja, 2008.                                        | Montreal          | Kanada                 | Bell Centre                              |
| 3. travnja, 2008.                                        | Ottawa            | Kanada                 | Scotiabank Place                         |
| 7. travnja, 2008.                                        | Toronto           | Kanada                 | Air Canada Centre                        |
| 8. travnja, 2008                                         | Kingston          | Kanada                 | K-Rock Centre                            |
| 9. travnja, 2008.                                        | London            | Kanada                 | John Labatt Centre                       |
| 11. travnja, 2008.                                       | Uniondale         | SAD                    | Nassau Coliseum                          |
| 12. travnja, 2008.                                       | Uncasville        | SAD                    | Mohegan Sun Arena                        |
| 13. travnja, 2008.                                       | Manchester        | SAD                    | Verizon Wireless Arena                   |
| 15. travnja, 2008.                                       | Fairfax           | SAD                    | Patriot Center                           |
| 18. travnja, 2008.                                       | Atlanta           | SAD                    | Philips Arena                            |
| 19. travnja, 2008.                                       | Tampa             | SAD                    | Ford Amphitheatre                        |
| 20. travnja, 2008.                                       | West Palm Beach   | SAD                    | Sound Advice Amphitheatre                |
| 22. travnja, 2008.                                       | Biloxi            | SAD                    | Hard Rock Hotel and Casino               |
| 24. travnja, 2008.                                       | Hidalgo           | SAD                    | Dodge Arena                              |
| 25. travnja, 2008.                                       | Houston           | SAD                    | Cynthia Woods Mitchell Pavilion          |
| 25. travnja, 2008.                                       | Dallas            | SAD                    | Smirnoff Music Center                    |
| 27. travnja, 2008.                                       | San Antonio       | SAD                    | Verizon Wireless Amphitheater Selma      |
| 29. travnja, 2008.                                       | Las Vegas         | SAD                    | The Pearl                                |
| Europa                                                   |                   |                        |                                          |
| 26. svibnja, 2008.                                       | Glasgow           | Ujedinjeno Kraljevstvo | Carling Academy Glasgow                  |
| 27. svibnja, 2008.                                       | Glasgow           | Ujedinjeno Kraljevstvo | Carling Academy Glasgow                  |
| 29. svibnja, 2008.                                       | Manchester        | Ujedinjeno Kraljevstvo | Manchester Evening News Arena            |
| 30. svibnja, 2008.                                       | Birmingham        | Ujedinjeno Kraljevstvo | National Exhibition Centre               |
| 31. svibnja, 2008.                                       | Cardiff           | Ujedinjeno Kraljevstvo | Cardiff International Arena              |
| 1. lipnja, 2008.                                         | Plymouth          | Ujedinjeno Kraljevstvo | Plymouth Pavilions                       |
| 3. lipnja, 2008.                                         | Bournemouth       | Ujedinjeno Kraljevstvo | Bournemouth International Centre         |
| 4. lipnja, 2008.                                         | London            | Ujedinjeno Kraljevstvo | The O2 arena                             |
| 6. lipnja, 2008.                                         | Dublin            | Irska                  | RDS Simmonscourt                         |
| 7. lipnja, 2008.                                         | Belfast           | Ujedinjeno Kraljevstvo | Odyssey Arena                            |
| 9. lipnja, 2008.                                         | Luxembourg        | Luksemburg             | Rochal                                   |
| 10. lipnja, 2008.                                        | Paris             | Francuska              | Le Zénith                                |
| 12. lipnja, 2008.                                        | Bolzano           | Italija                | Palaonda                                 |
| 13. lipnja, 2008.                                        | Milan             | Italija                | Datchforum                               |
| 14. lipnja, 2008.                                        | Monaco            | Monaco                 | Grimaldi Forum                           |
| 15. lipnja, 2008.                                        | Barcelona         | Španjolska             | Palau Municipal d'Esports de Badalona    |
| 17. lipnja, 2008.                                        | München           | Njemačka               | Zenith                                   |
| 18. lipnja, 2008.                                        | Düsseldorf        | Njemačka               | Philipshalle                             |
| 20. lipnja, 2008.                                        | Amsterdam         | Nizozemska             | Heineken Music Hall                      |
| 21. lipnja, 2008.                                        | Bruxelles         | Belgija                | Forest National                          |
| 22. lipnja, 2008.                                        | Mannheim          | Njemačka               | Rosengarten                              |
| 23. lipnja, 2008.                                        | Dresden           | Njemačka               | Großer Garten                            |
| 24. lipnja, 2008.                                        | Berlin            | Njemačka               | Columbia Hall                            |
| 26. lipnja, 2008.                                        | Copenhagen        | Danska                 | K.B. Hallen                              |
| 28. lipnja, 2008.                                        | Stockholm         | Švedska                | Annexet                                  |
| 30. lipnja, 2008.                                        | Helsinki          | Finska                 | Hartwall Areena                          |
| 1. srpnja, 2008.                                         | Tallinn           | Estonija               | Saku Suurhall                            |
| 2. srpnja, 2008.                                         | Riga              | Latvija                | Riga Arena                               |
| 3. srpnja, 2008.                                         | Vilnius           | Litva                  | Siemens Arena                            |
| 5. srpnja, 2008.                                         | Wroclaw           | Poljska                | Centennial Hall                          |
| 7. srpnja, 2008.                                         | Budimpešta        | Mađarska               | Petofi Csarnok                           |
| 8. srpnja, 2008.                                         | Prag              | Češka                  | Tesla Arena                              |
| 9. srpnja, 2008.                                         | Leoben            | Austrija               | Stehplatz                                |
| Sjeverna Amerika (S Jonas Brothers na nastupima u SAD-u) |                   |                        |                                          |
| 22. srpnja, 2008.                                        | St. Louis         | SAD                    | Verizon Wireless Amphitheater St. Louis  |
| 23. srpnja, 2008.                                        | Indianapolis      | SAD                    | Verizon Wireless Music Center            |
| 25. srpnja, 2008.                                        | Hershey           | SAD                    | Hersheypark Stadium                      |
| 26. srpnja, 2008.                                        | Hartford          | SAD                    | New England Dodge Music Center           |
| 28. srpnja, 2008.                                        | Cincinnati        | SAD                    | Riverbend Music Center                   |
| 29. srpnja, 2008.                                        | Charlotte         | SAD                    | Verizon Wireless Amphitheatre Charlotte  |
| 30. srpnja, 2008.                                        | Raleigh           | SAD                    | Walnut Creek Amphitheatre                |
| 1. kolovoza, 2008.                                       | Bethleham         | SAD                    | Musikfest Grounds                        |
| 2. kolovoza, 2008.                                       | New Jersey        | SAD                    | Toms River Festival                      |
| 5. kolovoza, 2008.                                       | Sudbury           | Kanada                 | Sudbury Community Arena                  |
| 6. kolovoza, 2008.                                       | Toronto           | Kanada                 | Molson Amphitheatre                      |
| 8. kolovoza, 2008.                                       | Saint John        | Kanada                 | Harbour Station                          |
| 9. kolovoza, 2008.                                       | Moncton           | Kanada                 | Moncton Coliseum                         |
| 10. kolovoza, 2008.                                      | Halifax           | Kanada                 | Halifax Metro Centre                     |
| 12. kolovoza, 2008.                                      | St. John's        | Kanada                 | Mile One Centre                          |
| Azija                                                    |                   | Kanada                 |                                          |
| 29. kolovoza, 2008.                                      | Kuala Lumpur      | Malezija               | Merdeka Stadium                          |
| 1. rujna, 2008.                                          | Seul              | Južna Koreja           | Melon-AX Hall                            |
| 3. rujna, 2008.                                          | Manila            | Filipini               | Araneta Coliseum                         |
| 5. rujna, 2008.                                          | Taipei            | Tajvan                 | Chungshan Soccer Stadium                 |
| 7. rujna, 2008.                                          | Singapur          | Singapur               | Singapore Indoor Stadium                 |
| 10. rujna, 2008.                                         | Shizuoka          | Japan                  | Hamamatsu Arena                          |
| 11. rujna, 2008.                                         | Niigata           | Japan                  | Toki Messe                               |
| 13. rujna, 2008.                                         | Tokio             | Japan                  | Yoyogi National Gymnasium                |
| 14. rujna, 2008.                                         | Tokio             | Japan                  | Yoyogi National Gymnasium                |
| 16. rujna, 2008.                                         | Tokio             | Japan                  | Tokyo Dome                               |
| 17. rujna, 2008.                                         | Nagoja            | Japan                  | Nagoya Rainbow Hall                      |
| 18. rujna, 2008.                                         | Nagoja            | Japan                  | Nagoya Rainbow Hall                      |
| 20. rujna, 2008.                                         | Osaka             | Japan                  | Intex Osaka                              |
| 21. rujna, 2008.                                         | Osaka             | Japan                  | Intex Osaka                              |
| 22. rujna, 2008.                                         | Fukuoka           | Japan                  | Marine Messe Fukuoka                     |
| 24. rujna, 2008.                                         | Hirošima          | Japan                  | Hiroshima Sun Plaza                      |
| 26. rujna, 2008.                                         | Macau             | Kina                   | Venetian Arena                           |
| 28. rujna, 2008.                                         | Guangzhou         | Kina                   | Guangzhou Gymnasium                      |
| 30. rujna, 2008.                                         | Chengdu           | Kina                   | Chengdu Stadium                          |
| 2. listopada, 2008.                                      | Lijiang           | Kina                   | Lijang Snow Mountain Festival            |
| 4. listopada, 2008.                                      | Shanghai          | Kina                   | Shanghai Stadium                         |
| 6. listopada, 2008.                                      | Beijing           | Kina                   | Beijing Wukesong Culture & Sports Center |